# El Tossal (Pinós)
El Tossal és una muntanya de 715 metres que es troba al municipi de Pinós, a la comarca catalana del Solsonès.